# إيمان السيد
إيمان السيد (7 أبريل 1980 -)، ممثلة مصرية.

## عن حياتها
ظهرت على الساحة الفنية منذ فترة ولكن كانت شهرتها على قناة موجة كوميدي حيث تقدم شخصيات كوميدية كاريكاتورية متعددة وتعتمد على التقليد بشكل كبير. درست ايمان بكلية الحقوق جامعة عين شمس وقامت بالتمثيل علي مسرح الجامعة حيث حصلت علي المركز الأول في التمثيل علي مستوي الجمهورية عن دورها في مسرحية سكة السلامة
كما درست بستديو مركز الإبداع عامين الذي تعلمت من خلاله فنون الأداء التمثيلي والفني.
وتقول عن دراستها في هذا الاستديو: «استفدت كثيرا خلال فترة تواجدي مع استديو مركز الإبداع والمخرج خالد جلال الذي يركز علي أهمية إعداد الممثل وعلمنا أنه لا تخصص في الأدوار».
اشتركت ايمان في العديد من المسلسلات مثل لحظات حرجة-حارة العوانس-الجراج
وبالرغم من اشتهار ايمان بالتقليد على قناة موجة كوميدي للعديد من الشخصيات التي قدمتها بنجاح مثل هالة سرحان، منى الشاذلي، حمدية حمدي.. فهي تقول أن تجربة التقليد جديدة عليها وذكرت في مقابلة لها في برنامج 90 دقيقة: «دى أول مرة أقلد، لأنى اشتغلت مسرح فقط واعتقدت عندما أرسلوا لى علشان يتعاونوا معايا، إنى هامثل، وفكرة التقليد لم تكن واردة في ذهنى، لكنى حاولت ونجحت، وأنا حتى قبل ما أدخل في الدور باذاكره كأنه دور تمثيل وليس تقليد.»
قدمت مؤخرا مسلسل ياسين في مستشفى المجانين مع النجم الكوميدي الكبير محمد نجم

## من أعمالها

### الأفلام
| - الخميس اللي جاي 2023 - ساعة إجابة 2023 - معالي ماما 2022 - وقفة رجالة 2021 | - استدعاء ولي عمرو 2019 - ضغط عالي 2019 - فركش - روميو السيدة - حافية على كوبري الخشب - سلاح التلاميذ | - فبراير الأسود - أربعة على واحدة - جدو حبيبي | - حصل خير - جيم أوفر2011 - بابا.2012 | - 30 فبراير - الآنسة مامي 2012 - مهمة في فلم قديم | - زهايمر2010 - الثلاثة يشتغلونها 2009 - قاطع شحن | - الديكتاتور. - الأكاديمية. - الدادة دودي. | - رمضان مبروك أبو العلمين حمودة. - الحكايه فيها منة. - الزمهلوية. |

### المسلسلات
| - 22: عودة الأب الضال 2022 - مدرسة الأحلام. - نظرية الجوافة. - وديمة وحليمة. | - أم الصابرين. - الخفافيش. - عيلة عجب. | - نونة المأذونة. - الزناتي مجاهد. - اللص والكتاب. | - أهل كايرو. - عصابة بابا وماما. - لحظات حرجة.ج1، ج3 | - أحلامك أوامر. - حارة العوانس. - الجراج. |

الي مالوش كبير

### سيت كوم
| - شلبوكة - احلى ايام. - عائلة أبو حديد - راجل وست ستات.ج8 | - بدر وبدرية. - شريف ونص. - ياسين في مستشفي المجانين. | - بيت العيلة. ج1، ج2 - نوسة وبسبوسة. - زيزو 900. | - الفاضي يعمل إيه. - العيادة. - دستور نعمات. |

- توك شو (سهرة تلفزيونية).

### المسرحيات
- حبيبي المضروب.
- Sms.
- مرسي عاوز كرسي.
- الإسكافي ملكاً.

## رسوم متحركة
- مسلسل سيد أندرويد: 2016

## وصلات خارجية
- إيمان السيد على موقع IMDb (الإنجليزية)
- إيمان السيد على موقع الدهليز
- إيمان السيد على موقع قاعدة بيانات الأفلام العربية
- إيمان السيد على موقع قاعدة بيانات الفيلم (الإنجليزية)